# District Ludza
Het district Ludza (Ludzas rajons) is een voormalig district in het oosten van Letland, in de Letse historische regio Letgallen.

## Steden
- Ludza
- Kārsava
- Zilupe